# Championnats de Colombie de cyclisme sur route 2021
Navigation
Championnats de Colombie 2020 Championnats de Colombie 2022
Les championnats de Colombie de cyclisme sur route se déroulent du 17 au 20 juin 2021 dans le département de Risaralda. Prévus du 4 au 7 février 2021, les championnats ont dû être reportés en raison de la crise sanitaire dans le département hôte.

## Programme
Le guide technique des championnats annonce le programme.
- Jeudi 17 juin à 8h00 à La Virginia :
  - Contre-la-montre Espoir et Élite féminines : 20,7 km
- Jeudi 17 juin à 9h30 à La Virginia :
  - Contre-la-montre Espoir messieurs : 32,7 km
- Jeudi 17 juin à 10h15 à La Virginia :
  - Contre-la-montre Élite messieurs : 38,3 km[A 2]
- Vendredi 18 juin à 9h00 à Pereira :
  - Course en ligne Espoir et Élite féminines : 107,3 km
- Samedi 19 juin à 8h00 à Pereira :
  - Course en ligne Espoir messieurs : 158,4 km
- Dimanche 20 juin à 8h00 à Pereira : 
  - Course en ligne Élite messieurs : 231,4 km

Tout coureur relégué à plus de dix minutes du peloton sera retiré de la compétition.

## Participation
Le même guide technique détaille les modalités de participation.
Pour les courses en ligne Élite et Espoir hommes, les coureurs appartenant à des équipes affiliées à l'UCI, les coureurs appartenant à des équipes étrangères (de n'importe quelle catégorie) pourront participer et ce, sans limitation de nombre. Les coureurs appartenant à des formations colombiennes de marque ou à des ligues départementales affiliées à la FCC sont par contre eux limités à six par équipes.
Pour les courses en ligne Élite et Espoir femmes, les concurrentes qu'elles soient dans des formations étrangères, dans des formations colombiennes de marque ou portant les couleurs d'une ligue départementale peuvent participer sans limitation de nombre.
En cas d'inscriptions nombreuses (plus de deux cents coureurs inscrits), à la commission technique de déterminer les modalités de participation et si besoin de limiter le nombre de coureurs par équipes.

## Podiums

### Épreuves masculines
| Épreuves         | Or                                      | Or | Or              | Argent                                                            | Argent | Argent     | Bronze                                                    | Bronze | Bronze     |
| ---------------- | --------------------------------------- | -- | --------------- | ----------------------------------------------------------------- | ------ | ---------- | --------------------------------------------------------- | ------ | ---------- |
| Élites           |                                         |    |                 |                                                                   |        |            |                                                           |        |            |
| Course en ligne  | Aristóbulo Cala (Sundark)               | en | 5 h 47 min 7 s  | Marco Tulio Suesca ( IDEA - Ind. Antioquia - Lotería de Medellín) |        | m.t.       | Luis Miguel Martínez (Supergiros - Alcaldía de Manizales) | à      | 21 s       |
| Contre-la-montre | Walter Vargas (Team Medellín)           | en | 43 min 29 s     | Diego Camargo (EF Education - Nippo)                              |        | 1 min 17 s | Andrés Camilo Ardila (UAE Team Emirates)                  | à      | 2 min 14 s |
| Moins de 23 ans  |                                         |    |                 |                                                                   |        |            |                                                           |        |            |
| Course en ligne  | Juan Esteban Guerrero (Colnago CM Team) | en | 3 h 39 min 13 s | Heberth Gutiérrez (Ligue cycliste de Valle del Cauca)             |        | m.t.       | Elkin Malaver (Strongman.com - Reloj Gold)                | à      | 4 s        |
| Contre-la-montre | Víctor Ocampo (Colnago CM Team)         | en | 39 min 32 s     | Anderson Arboleda (EPM - Scott)                                   | à      | 13 s       | Rafael Pineda (Colnago CM Team)                           | à      | 27 s       |

### Épreuves féminines
| Épreuves         | Or                                                                  | Or | Or              | Argent                                                         | Argent | Argent | Bronze                                                  | Bronze | Bronze |
| ---------------- | ------------------------------------------------------------------- | -- | --------------- | -------------------------------------------------------------- | ------ | ------ | ------------------------------------------------------- | ------ | ------ |
| Élites           |                                                                     |    |                 |                                                                |        |        |                                                         |        |        |
| Course en ligne  | Lorena Colmenares (Colombia Tierra de Atletas - GW Bicicletas (es)) | en | 3 h 11 min 25 s | Paula Patiño (Movistar Team Women)                             |        | m.t.   | Diana Peñuela (Tibco - Silicon Valley Bank)             |        | m.t.   |
| Contre-la-montre | Serika Gulumá (Colnago CM Team (es))                                | en | 27 min 31 s     | Cristina Sanabria (Colombia Tierra de Atletas - GW Bicicletas) | à      | 8 s    | Milena Fagua (Indeportes Boyacá Avanza)                 | à      | 18 s   |
| Moins de 23 ans  |                                                                     |    |                 |                                                                |        |        |                                                         |        |        |
| Course en ligne  | Marcela Hernández (Colombia Tierra de Atletas - GW Bicicletas (es)) | en | 3 h 11 min 25 s | María Atahualpa (Sistecredito - GW)                            |        | m.t.   | Erika Botero (Colnago CM Team (es))                     |        | m.t.   |
| Contre-la-montre | Marcela Hernández (Colombia Tierra de Atletas - GW Bicicletas)      | en | 27 min 51 s     | Erika Botero (Colnago CM Team)                                 | à      | 30 s   | Lina Rojas (Colombia Tierra de Atletas - GW Bicicletas) | à      | 57 s   |

## Déroulement des championnats

### 18 juin: la course en ligne dames
Quinze coureuses se disputent au sprint les titres et médailles en jeu. Lorena Colmenares, de la formation Colombia Tierra de Atletas - GW Bicicletas (es) s'impose et s'empare du titre Élite. Elle devance sur la ligne Paula Patiño et Diana Peñuela, autres médaillées dans la catégorie Élite. Quatrième à franchir l'arrivée, Marcela Hernández devient championne de Colombie Espoir.

### 20 juin: la course en ligne Élites messieurs
Aristóbulo Cala devient champion de Colombie.
À dix kilomètres de l'arrivée, deux coureurs Aristóbulo Cala et Marco Tulio Suesca sont en tête. Ils sont poursuivis par sept hommes (Darwin Atapuma, Saúl Burgos, Luis Miguel Martínez, Edison Muñoz, Jhon Anderson Rodríguez, Juan Pablo Suárez et Bernardo Suaza). Dans le groupe de poursuivants, l'entente n'est pas bonne et l'écart grandit peu à peu. Voyant le titre lui échapper, Darwin Atapuma place une violente attaque, à moins de cinq mille mètres du but. Seul Luis Miguel Martínez peut le suivre. Cependant leur réaction est trop tardive pour pouvoir espérer rejoindre le duo de tête. Ainsi si Atapuma tente de se débarrasser de Martínez, c'est pour s'octroyer la médaille de bronze. Peine perdue, le coureur de l'équipe Supergiros s'empare de la dernière marche du podium, en remontant son adversaire qui avait lancé le sprint. Tandis que Cala et Suesca en font de même pour le titre. Bien que le Santandereano ait cherché à terminer seul en attaquant son ultime contradicteur, c'est bien à l'issue d'un sprint lancé par ce dernier (pourtant réputé plus véloce) qu'Aristóbulo Cala s'empare du maillot de champion de Colombie.
| \| Classement général \| Classement général \| Classement général \| Classement général \| Classement général \| \| Coureur \| Coureur \| Pays \| Équipe \| Temps \| \| ------------------ \| ----------------------- \| ------------------ \| ----------------------------------- \| ------------------ \| \| 1er \| Aristóbulo Cala[8] \| Colombie \| Sundark Arawak \| 5 h 47 min 07 s \| \| 2e \| Marco Tulio Suesca \| Colombie \| Idea-Antioqueño-Lotería de Medellín \| + 0 s \| \| 3e \| Luis Miguel Martínez \| Colombie \| Supergiros-Alcaldía de Manizales \| + 21 s \| \| 4e \| Darwin Atapuma \| Colombie \| Departamento del Nariño \| + 23 s \| \| 5e \| Juan Pablo Suárez \| Colombie \| EPM-Scott \| + 36 s \| \| 6e \| Saúl Burgos \| Colombie \| Colnago CM Team \| + 42 s \| \| 7e \| Bernardo Suaza \| Colombie \| Medellín-EPM \| + 53 s \| \| 8e \| Jhon Anderson Rodríguez \| Colombie \| EPM-Scott \| + 1 min 13 s \| \| 9e \| Edison Muñoz \| Colombie \| Departamento de Antioquia \| + 1 min 22 s \| \| 10e \| Hernán Aguirre \| Colombie \| Departamento del Nariño \| + 3 min 03 s \| |                         |          |                                     |                 |
| |                         |          |                                     |                 |
| |                         |          |                                     |                 |
| Classement général |                         |          |                                     |                 |
| Coureur | Coureur                 | Pays     | Équipe                              | Temps           |
| 1er | Aristóbulo Cala         | Colombie | Sundark Arawak                      | 5 h 47 min 07 s |
| 2e | Marco Tulio Suesca      | Colombie | Idea-Antioqueño-Lotería de Medellín | + 0 s           |
| 3e | Luis Miguel Martínez    | Colombie | Supergiros-Alcaldía de Manizales    | + 21 s          |
| 4e | Darwin Atapuma          | Colombie | Departamento del Nariño             | + 23 s          |
| 5e | Juan Pablo Suárez       | Colombie | EPM-Scott                           | + 36 s          |
| 6e | Saúl Burgos             | Colombie | Colnago CM Team                     | + 42 s          |
| 7e | Bernardo Suaza          | Colombie | Medellín-EPM                        | + 53 s          |
| 8e | Jhon Anderson Rodríguez | Colombie | EPM-Scott                           | + 1 min 13 s    |
| 9e | Edison Muñoz            | Colombie | Departamento de Antioquia           | + 1 min 22 s    |
| 10e | Hernán Aguirre          | Colombie | Departamento del Nariño             | + 3 min 03 s    |